# Lašská naučná stezka
Lašská naučná stezka  se nachází na území okresu Nový Jičín v městě Kopřivnici a jejím okolí. V seznamu tras KČT má číslo 9686.

## Popis
Vznikla v roce 2001 a v roce 2013 byla obnovena. Má osmnáct informačních zastávek s informačními tabulemi. Stezka začíná a končí před nádražím ČD v Kopřivnici, kde na informační tabuli je celková informace o Lašské stezce. Pokračuje na Bezručovou vyhlídku, Šostýn, Červený kámen, Botanickou zahradu a arboretum, Kamenárku, Bílou horu, Váňův kámen, Muzeum Fojtství, Lašské muzeum. Délka stezky je 16,8 km. Nejnižší bod se nachází v nadmořské výšce 326 m (Sad Dr. Edvarda Beneše) a nejvyšší v 696 m (vrchol Červeného kamene). Stezka navazuje na Lašskou naučnou stezku ve Štramberku. Část úseku stezky je totožná se Sluneční stezkou na Bílou horu.
Z původní stezky byla zrušena odbočka k vyhlídce Pískovna a nově zařazena Bezručova vyhlídka.

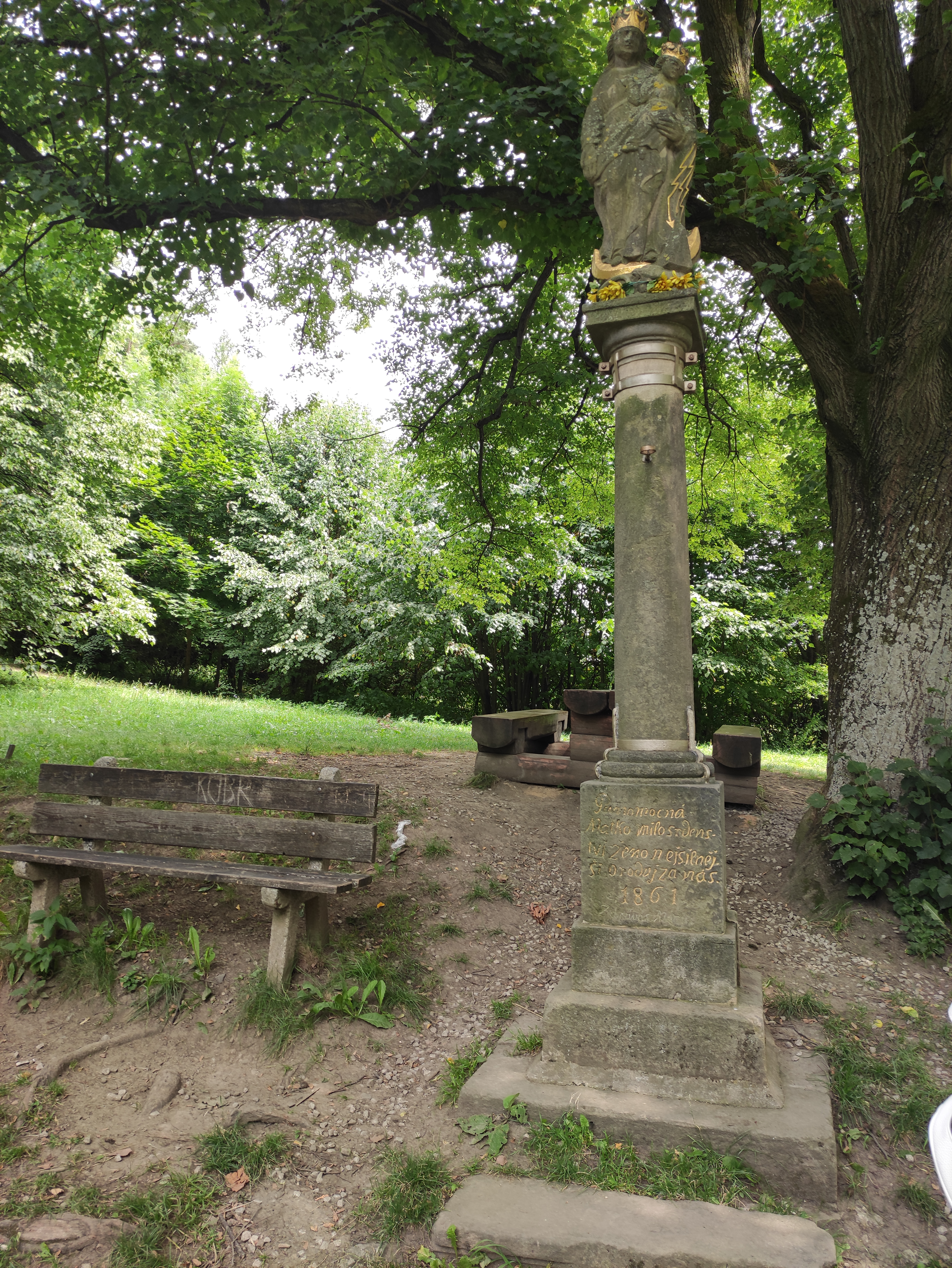

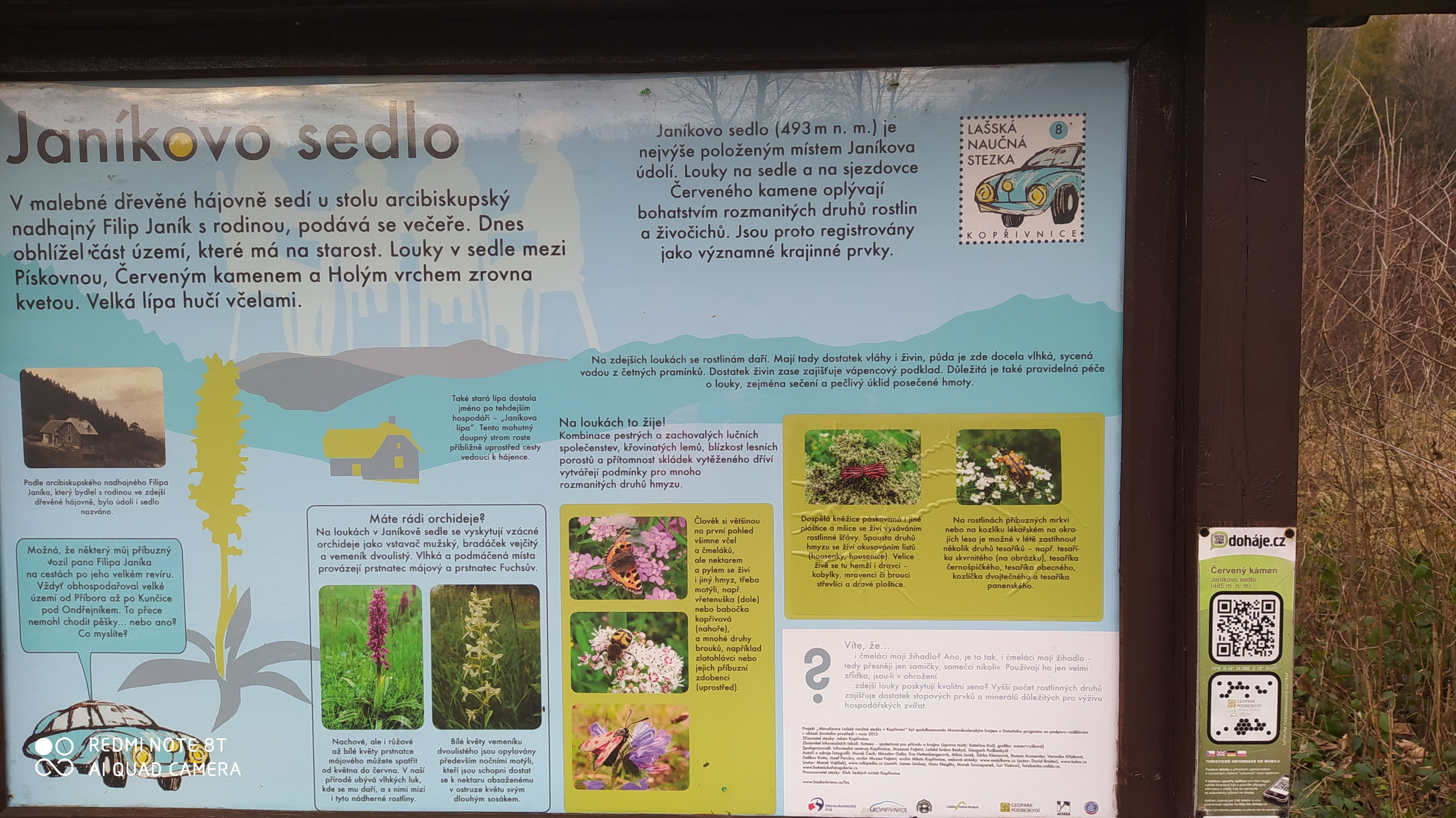

## Zastavení
- Husova lípa
- Jasníkova studánka
- Bezručova vyhlídka
- Hřeben Brd
- Rozcestí čarodějnic
- Hrad Šostýn
- Raškův kámen
- Janíkovo sedlo
- Červený kámen
- Okružní cesta
- Botanická zahrada a arboretum
- Kamenárka
- U Panny Marie
- Rozhledna na Bílé hoře
- Váňův kámen
- Muzeum Fojtství
- Masarykovo náměstí
- Sad Dr. Edvarda Beneše

Naučná stezka je určena pro pěší turistiku, ale části jsou uzpůsobeny pro jízdu na kole nebo jízdu s kočárkem. 